# 42e cérémonie des Annie Awards
La 42e cérémonie des Annie Awards, organisée par l'Association internationale du film d'animation, s'est déroulée le 31 janvier 2015 à Los Angeles et a récompensé les films d'animation sortis en 2014.

## Palmarès

### Meilleur film d'animation
- Les Nouveaux Héros (Big Hero 6)

### Meilleure production pour un film d'animation
- Les Nouveaux Héros (Big Hero 6) – Michael Kaschalk, Peter DeMund, David Hutchins, Henrik Fält et John Kosnik

### Meilleur design de personnage pour un long métrage d'animation
- Les Nouveaux Héros (Big Hero 6) – Shiyoon Kim et Jin Kim

### Meilleure réalisation pour un long métrage d'animation
- Les Nouveaux Héros (Big Hero 6) – Don Hall et Chris Williams

### Meilleurs storyboards pour un long métrage d'animation
- Les Nouveaux Héros (Big Hero 6) – Marc Smith

### Meilleur scénario pour un long métrage d'animation
- Les Nouveaux Héros (Big Hero 6) – Robert L. Baird, Daniel Gerson et Jordan Roberts

### Meilleur montage pour un long métrage d'animation
- Les Nouveaux Héros (Big Hero 6) – Tim Mertens

### Meilleurs effets animés dans un film enprise de vues réelles
- The Amazing Spider-Man : Le Destin d'un héros (The Amazing Spider-Man 2) – Charles-Felix Chabert, Daniel La Chapelle, R. Spencer Lueders, Klaus Seitschek et Chris Messineo

### Meilleure animation de personnage dans un film enprise de vues réelles
- La Planète des singes : L'Affrontement (Dawn of the Planet of the Apes) – Daniel Barrett, Paul Story, Eteuati Tema, Alessandro Bonora et Dejan Momcilovic